# Виноградов Олексій Сергійович
Олексі́й Сергі́йович Виногра́дов (рос. Алексей Сергеевич Виноградов; 3 жовтня 1900, Іваново — 9 серпня 1977, Київ) — радянський військовий діяч, генерал-майор авіації.

## Біографія
Народився 3 жовтня 1900 року в місті Іваново-Вознесенську (нині Іваново, РФ) в робітничій родині. Росіянин. У 1919 році пішов на службу в Робітничо-селянську Червону армію. Брав участь у боях Громадянської війни. Член РКП(б) з 1924 року. У 1924 році звільнений у запас. Працював на партійних посадах.
У 1932 році закінчив комвуз і повторно був покликаний на службу в Червону армію. Брав участь у радянсько-фінській війні, за успішні дії в якій нагороджений орденом Червоного Прапора.
У початковий період німецько-радянської війни полковий комісар Олексій Виноградов служив військовим комісаром спочатку 40-ї авіаційної дивізії, потім 2-ї резервної авіаційної бригади. До 1942 року він обіймав посаду військового комісара 1-ї винищувальної авіаційної армії Ставки Верховного Головнокомандування. Займався партійно-політичною роботою в усіх частинах армії.
17 вересня 1942 року призначений на посаду військового комісара 16-ї повітряної армії. 9 жовтня 1942 року йому було присвоєно військове звання підполковника, 5 грудня того ж року — полковника, а 1 травня 1943 року — генерал-майора авіації. Пізніше він став заступником з політичної частини командувача 16-ї повітряної армії і залишався на цій посаді до самого кінця війни.
Як армійський замполіт брав участь у Сталінградській і Курській битвах (Сталінградський, Донський, Центральний фронти), боях на Білоруському і 1-му Білоруському фронтах, в тому числі звільненні Білоруської РСР, Польщі, боях на території Німеччини. Кінець війни разом зі своєю армією зустрів на Ельбі.

Могила Олексія Виноградова

Після закінчення війни продовжив службу в Радянській армії. Після звільнення в запас він проживав у Києві. Помер 9 серпня 1977, похований на Лук'янівському військовому кладовищі. На його могилі встановлено погруддя.

## Нагороди
Нагороджений:
- орденами: Леніна, трьома Червоного Прапора, двома Кутузова 2-го ступеня, Вітчизняної війни 1-го ступеня і Червоної Зірки;
- медалями: «XX років РСЧА», «За бойові заслуги», «За оборону Москви», «За оборону Ленінграда», «За оборону Сталінграда» та іншими.